# 愚者のエンドロール
『愚者のエンドロール』（ぐしゃのエンドロール）は、2002年8月に角川スニーカー文庫から刊行された米澤穂信の推理小説。『〈古典部〉シリーズ』第2作。

## 概要
前作『氷菓』同様、角川スニーカー文庫〈スニーカー・ミステリ倶楽部〉から刊行されたが、レーベル自体が廃止されてしまったため、シリーズは本作で一時中断されることとなったが、シリーズ再開に伴い角川文庫で文庫化された。発表時および角川文庫版の英題は「Why didn't she ask EBA?」（なぜ江波に頼まなかったのか?）。
1年生夏休みの終盤頃の出来事を描く。本作は前作『氷菓』で要素を一部分しか取り上げなかったアントニイ・バークリー著『毒入りチョコレート事件』のオマージュとして描かれている。本作でのビデオ映画のミステリー作品に、複数の推理が展開される多重解決の趣向が取り入れられており、またその推理も伏線として昇華されている。
2012年、『〈古典部〉シリーズ』が『氷菓』のタイトルでアニメ化された際は、アニメの第8話から第11話の間で本作のストーリーが展開された。また同年、同シリーズはタスクオーナ作画により『氷菓』のタイトルで漫画化され、『月刊少年エース』2012年3月号より連載されており、本作は第十一話から第十九話の間でストーリーが展開された（コミックス3巻から5巻に収録）。

## あらすじ
高校1年目の夏休みの終盤、古典部の面々は、2年F組の生徒が文化祭の出展に向けて自主制作したというミステリー映画の試写会へと招かれる。しかしその映画は、脚本家の体調不良で話が進まなくなってしまったことで、事件の結末が描かれないまま尻切れトンボで終っていた。
古典部は2年F組の入須冬実から、映画の犯人役を探し当てる「探偵役」を依頼される。映画の結末が気になるえるの一言で、古典部はオブザーバーとして、2年F組から志願した3人の「探偵役」の推理を検証していくことになる。最初は乗り気ではなかった奉太郎だが、入須に自身の資質を認められ本格的に推理に乗り出した。しかし推理の末に奉太郎は、映画の犯人探しに隠された本当の狙いに気付いていく。

### 序章
発端はあるチャット内、「名前を入れてください（入須）」と「まゆこ（本郷）」「あ・た・し♪」「L（える）」の会話にあった。文集『氷菓』制作のために部室に集まった古典部一行は、えるから2年F組による自主制作のミステリー映画の試写会に招かれることとなった。しかし、映画は未完成で結末まで制作されていないため、古典部は映画の結末探しのための「探偵役」を依頼される。

### 探偵役の推理
試写会の翌日、2年F組からの有志の「探偵役」のオブザーバーを引き受けることとなった古典部は、本郷の親友・江波の案内の下、3日に渡って3人の「探偵役」の推理を検証していくことに。初日の助監督の中城順哉は犯人が密室となる部屋の窓から逃亡したという説を、2日目の小道具班の羽場智博は2階上手にいた鴻巣がザイルを伝って外側から上手袖に侵入したという説を、そして3日目の広報班の沢木口美崎は壁をすり抜けた怪人による犯行説を唱える。そしてその3日の間、古典部は本郷に関する情報を聞き出すのだった。
3日に及ぶ「探偵役」の推理検証は、奉太郎がそれぞれの推理の盲点に気付いたため、3人の推理はいずれも却下される運びとなった。その帰り、入須に茶店「一二三」に誘われた奉太郎は、入須が最初から自身の能力を認め期待を掛けていたということを実感し、入須の言葉と自身の素質を信じ「探偵役」に挑戦する。そして奉太郎は映画の結末に関し、一つの結論を導き出す。

### 結末
本郷が7人目の出演者を探していたこと、劇中で誰かが懐中電灯を照明として使う箇所とカメラワークの悪さをヒントに、奉太郎はカメラマンが7人目の登場人物であり犯人だと推理する。さらに誰もカメラマンに話しかける場面がない点については、カメラマンが6人に無視される存在だったところを犯行動機に据え、劇中の6人は早々に犯人に気づくだろうという点については、観客が謎だと感じればいいとして結論を出した。奉太郎は入須に勧められ、映画に『万人の死角』と命名する。
こうして2年F組の自主制作映画は完成の目を見た。「探偵役」としての役割を果たしたと満足する奉太郎だが、これまで窺い知れた本郷の言動との矛盾から、古典部の面々は映画の結末は本郷の意思によるものではないと否定、加えてえるは、この一件に関する最大の疑問「本郷はなぜ入須か江波に映画の結末を伝えなかったのか」「なぜ入須は江波かそれ以外の人間に本郷から結末を聞くように頼まなかったのか」と投げ掛けてくる。それにより、本郷が人に話を聞けないほど体調を崩したのなら、本郷を親友だと言っていた江波がすんなりと今回の試みに協力しているのはおかしいと気付き、推理が間違っていたことを認識した奉太郎は、もう一度思考を開始、一連の出来事の本当の目的に気付く。そして、真実の確認のため入須の元に向かった。
入須と対峙した奉太郎は語る。本郷が書き上げた脚本には死者は一人もいなかった。しかし脚本には殺されたという類の言葉が明言されていないにもかかわらず、現場のスタッフの悪ノリとアドリブで海藤が死んだとしか思われない映像が完成されたために、本郷は何も言えなくなってしまっていた。そのため入須は本郷を悪者にしないために本郷を病気に仕立て、中城・羽場・沢木口そして奉太郎ら「探偵役」の推理で脚本の選定会を行っていた。真実をぶつけるため入須と対峙した奉太郎は全ての真相と自身への期待の言葉は嘘なのかを問い詰め、対して入須は奉太郎への言葉に心からの言葉ではなかったと告げる。それを聞いた奉太郎は「それを聞いて安心した」と心から伝えるのだった。
その後のチャット内。入須が本郷から礼を言われた後の別の場面で、「あ・た・し♪」は入須に本当は本郷のためではなく脚本がつまらなかったからだろうと指摘する。それに対し「自分はプロジェクトを失敗させない立場にあった」と反論するが、「あ・た・し♪」はログアウトしていた。次に奉太郎とえるの場面、えるから本郷は本来ならどんな結末を用意していたのかを尋ねられた奉太郎は、犯人は鴻巣で2階と控室の窓をザイルで往来して海藤に怪我を負わせたが、海藤はそのことを伏せるためガラスが散乱していた上手袖に入り鍵をかけたという見解を伝える。そして奉太郎から、終始「探偵役」4人の推理に賛同しなかった理由を聞かれたえるは、「わたしも人の亡くなるお話は嫌いなんです」と本郷へのシンパシーを綴る。

## 劇中映画の概要
映画の内容は2年F組の生徒である「海藤武雄（声 - 小西克幸）」「杉村二郎（声 - 入野自由）」「山西みどり（声 - 小清水亜美）」「瀬之上真美子（声 - 広橋涼）」「勝田竹男（声 - 泰勇気）」「鴻巣友里（声 - 茅原実里）」の6人が文化祭の出し物の取材先である採鉱が栄えていた古丘町楢窪地区のとある廃墟の2階建ての劇場に赴いたことから始まる館もので、その場所で生徒達が散策する中、海藤が上手袖で腕を斬られ絶命している場面で終了している。
その廃墟の劇場は玄関ロビーとホールが吹き抜けとなり、ロビーのある劇場1階は舞台とホールを境に上手・下手に舞台袖と控室2部屋があり、上手袖のドアを開けるために必要なマスターキーのある事務室はロビーから下手側にある。劇場2階は上手に照明調光室、下手に音響調整室が、事務室と同じ位置に用具室があり、いずれもロビーとホールを監視できる位置にあった。ホールは打ち付けられており往来不可、海藤が殺害されていた上手袖のドアは事務室のマスターキーがなければ開錠できず、立てつけの悪い窓の外には夏草が生い茂っており往来の痕跡がなく、下手袖に通じる道は角材で塞がれているという完全な密室だった。

## 登場人物
劇中のチャット内の会話にて奉太郎をよく知り、遠方にいることを匂わせる台詞、奉太郎がチャット初参加した際の最終アクセス時刻が先刻になっている点から「あ・た・し♪」が奉太郎の姉・供恵であることが示唆されている。
※「声」はテレビアニメ『氷菓』第1話Aパート、および第2話 - 第5話に準拠している。
折木 奉太郎
声 - 中村悠一
古典部員。神山高校1年B組。「やらなくてもいいことならやらない。やらなければいけないことなら手短に。」をモットーに、物事には省エネの姿勢で取り組むが、本作では入須の言葉で自らの推理の才能を自覚し「探偵役」に挑戦する。終盤、初めてチャットに参加する。ハンドルネームはタイピングミスから「ほうたる」。
千反田 える
声 - 佐藤聡美
古典部部長。神山高校1年A組。巨大な田園を有する「豪農」千反田家の令嬢。一見清楚だが、時折発揮される多大な好奇心に奉太郎を巻き込んでいく。チャットを嗜む。ハンドルネームは「L」。
福部 里志
声 - 阪口大助
古典部員（手芸部員・総務委員も兼任）。神山高校1年D組。奉太郎の中学時代からの親友。雑学に詳しく、「データベース」を自認するほどの広範囲に渡る。ホームズシリーズを愛好し、ホームジストに憧れている。
伊原 摩耶花
声 - 茅野愛衣
古典部員（図書委員・漫画研究会部員も兼任）。神山高校1年。奉太郎とは小学校からの腐れ縁。背が低く童顔の容姿に似つかわしくない毒舌家で、自分や他人のミスに厳しい。
入須 冬実
声 - ゆかな
神山高校2年F組の女子生徒。入須家は総合病院「恋合（れんごう）病院」を経営する家系で、家柄の関係からえるとも面識を持つ。人を使うことに長け、周囲からは「女帝」と呼ばれている。自身が参加するチャット内ではハンドルネームは「名前を入れてください」と表示される。
江波 倉子（）
声 - 悠木碧
神山高校2年F組の女子生徒。終始事務的で淡々としている。クラスの映画製作には関わっていないが、今回の未完成映画の犯人探しで古典部と3人の探偵役達との連絡役を務める。本郷とは親友の間柄。
本郷 真由（）
神山高校2年F組の女子生徒。ビデオ映画撮影に際し、脚本家を務める。脚本を書く際には、延原訳のホームズシリーズでミステリーを勉強して目次に妙な印を付けたりしていた。虚弱体質で、真面目で気弱な性格。劇中ではチャット内でしか登場しない。ハンドルネームは「まゆこ」。
中城 順哉（）
声 - 近藤孝行
神山高校2年F組の男子生徒。ビデオ映画撮影では助監督を務める。未完成映画の探偵役志願者の一人。大様な性格でがっちりした体の持ち主。初日の推理検証に参加、本郷が現場の下見にいった時期のズレもあり、窓を開けて夏草が生い茂っている外に逃げたというトリックの整合性よりドラマ性を重視した推理を展開、考案した映画のタイトルは『古丘廃村殺人事件』。
羽場 智博
声 - 阿部敦
神山高校2年F組の男子生徒。ビデオ映画撮影では小道具係を務める。未完成映画の探偵役志願者の一人。目立ちたがり屋で、ミステリーに精通していることを自負する高慢な一面がある。衆人環視をくぐり抜けての犯行と物理トリックを用いた可能性を否定し、本郷がザイルの用意を希望していたという事実から2階上手にいた鴻巣が犯人だと推理、映画のタイトルを『不可視の侵入』と考案する。
次作『クドリャフカの順番』でも「十文字」事件を追う探偵志願者の一人として1ページのみ登場しており、探偵小説研究会所属であることが語られた。
沢木口 美崎
声 - 伊瀬茉莉也
神山高校2年F組の女子生徒。ビデオ映画撮影では広報班を務める。未完成映画の探偵役志願者の一人。明朗快活でエキセントリックな変わり者。ミステリーの定義が人によってはホラーも内包するという考えと、本郷が7人目の出演者を探していたという話から、怪人が壁をすり抜けて犯行に及んだという密室の謎すらすっ飛ばした推理を展開する。考案した映画のタイトルは『Bloody Beast』。
彼女の名前は前作『氷菓』内での「愛なき愛読書の謎」において登場している他、次作『クドリャフカの順番』や『遠まわりする雛』収録の「手作りチョコレート事件」にも天文部員として登場している。

## 備考
小ネタ
劇中ウイスキーボンボンを食べてえるが酔い潰れる場面で、えるが食べた7個という個数は、『毒入りチョコレート事件』で被害者が食べた個数と同一という遊びが盛り込まれている。他にも奉太郎が読んだことがある探偵小説として言及された「黄色い背表紙の文庫」というフレーズは、創元推理文庫を指している。
『ふたりの距離の概算』とアニメ版との矛盾
劇中では推理の検証初日にえるが奉太郎を迎えに行ったことが言及されているが、後にシリーズ5作目『ふたりの距離の概算』では奉太郎の家に直接行っていないことが明かされ、それが伏線となる。しかし、アニメ『氷菓』の「愚者のエンドロール」編では家まで直接来ているため、『ふたりの距離の概算』の記載と矛盾が生じている。シリーズ構成の賀東招二と監督の武本康弘はDVD4巻のオーディオコメンタリーでこのことについて『―概算』をアニメ化しないことや矛盾していることを踏まえ、ヒロインが主人公の家に来るシーンはおいしいので外せなかったことと、検証に乗り気ではない奉太郎を引き留める強い力として描いたことを語っている。